# Alfred Enneper
Alfred Enneper (Barmen, Alemania, 14 de junio de 1830 - Hannover, 24 de marzo de 1885) fue un matemático alemán. Enneper obtuvo su doctorado en la Georg-August-Universität Göttingen en 1856, bajo la supervisión de Peter Gustav Lejeune Dirichlet, por su disertación sobre funciones con argumentos complejos. Después de su habilitación en 1859 en Göttingen, desde 1870 fue Profesor (Extraordinarius) en Göttingen.
Estudió las superficies mínimas y parametrizó las superficies mínimas de Enneper en 1864. Contemporáneo de Karl Weierstrass, juntos crearon toda una clase de parametrizaciones: la parametrización de Enneper-Weierstrass.